# Třída Ç-139
Třída Ç-139 jsou tankové výsadkové lodě tureckého námořnictva. Jedná se o vylepšenou verzi třídy Ç-107 s delším trupem a větší nástavbou. Tvoří ji celkem 12 jednotek. Jejich hlavním úkolem je přeprava a provádění výsadku vojáků a materiálu, sekundárně mohou sloužit k podpoře humanitárních misí a při živelních pohromách.

## Stavba
Celkem bylo postaveno 12 jednotek této třídy, nesoucích označení Ç-139 až Ç-150.

## Konstrukce
Plavidla pojmou šest hlavních bojových tanků M48 a sto vojáků. Obrannou výzbroj tvoří dva 20mm kanóny a dva 12,7mm kulomety. Pohonný systém tvoří dva diesely, o výkonu 1240 bhp, pohánějící dva lodní šrouby. Nejvyšší rychlost dosahuje 10 uzlů.